# Marqués de la Valdavia (titel)

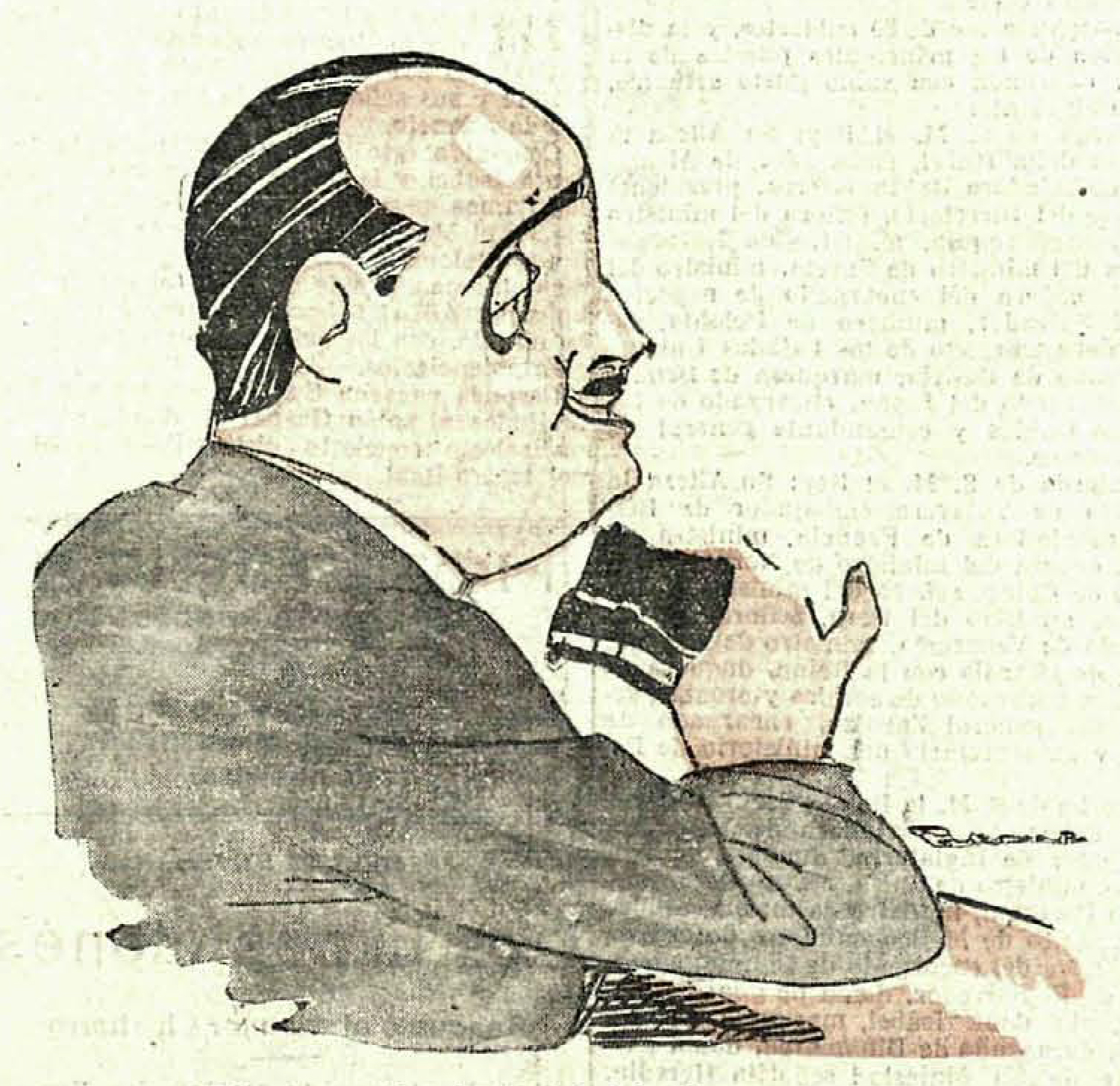
Mariano Osorio y Arévalo (1889-1969), 3e markies de la Valdavia (1925)

Marqués de la Valdavia is een sinds 1883 bestaande Spaanse adellijke titel.

## Geschiedenis
Op 21 juni 1883 werd de titel van markies van la Valdavia gecreëerd door Alfons XII van Spanje voor Josefa Lamadrid Cosío y Manrique de la Vega.  De titel ging vervolgens over naar de geslachten Osorio en in 2017 naar de Torres Lera.
Huidig titeldrager is na het overlijden van de vierde markies, Juan Luis Osorio y Ahumada (1922-2013), sinds 13 september 2017 Sara María de Torres Lera; zij lichtte de patentbrieven op die laatste datum na de publicatie van het betreffende Koninklijk Besluit op 31 juli 2017.
Naar de tweede markies Mariano Osorio y Lamadrid (1850-1898) zijn een straat, Calle de Marqués de la Valdavia, en een metrostation in Madrid genoemd.

## Titeldragers
1. Sinds 21 juni 1883: Josefa Lamadrid Cosío y Manrique de la Vega (†1891)
2. Sinds 1894: Mariano Osorio y Lamadrid (1850-1898), haar zoon
3. Sinds 14 juli 1898: Mariano Osorio y Arévalo (1889-1969), diens zoon en Madrileens politicus
4. Sinds 23 april 1971: Juan Luis Osorio y Ahumada (1922-2013), diens zoon
5. Sinds 13 september 2017: Sara María de Torres Lera